# Urocissa
Urocissa és un gènere d'ocells de la família dels còrvids (Corvidae) que inclou cinc espècies. Es distribueixen per Àsia, sobretot pel sud-est asiàtic.

## Taxonomia
El gènere va ser establert per l'ornitòleg alemany Jean Cabanis l'any 1850. Alguns taxònoms daten la publicació de la descripció de Cabanis el 1851. L'espècie tipus va ser designada posteriorment com la garsa bec-roja (Urocissa erythroryncha). El nom Urocissa combina el grec antic «oura» que significa “cua” i «kissa» que significa “garsa”.
Segons la Classificació del Congrés Ornitològic Internacional (versió 14.2, 2024) aquest gènere està format per cinc espècies:
- Urocissa ornata - garsa de Sri Lanka.
- Urocissa caerulea - garsa de Taiwan.
- Urocissa flavirostris - garsa becdaurada.
- Urocissa erythroryncha - garsa bec-roja.
- Urocissa whiteheadi - garsa de Hainan.